# Velika nagrada Randa 1965
Velika nagrada Randa 1965 je bila sedma in zadnja neprvenstvena dirka Formule 1 v sezoni 1965. Odvijala se je 4. decembra 1965 na dirkališču Kyalami v Johannesburgu.

## Dirka
| Poz | Dirkač           | Moštvo                 | Konstruktor    | Čas/Odstop   | Št. m. |
| --- | ---------------- | ---------------------- | -------------- | ------------ | ------ |
| 1   | Jack Brabham     | Scuderia Scribante     | Brabham-Climax | 1.18:11.2    | 1      |
| 2   | Peter de Klerk   | Otelle Nucci           | Brabham-Climax | + 5.9 s      | 3      |
| 3   | Paul Hawkins     | Reg Parnell (Racing)   | Lotus-Climax   | + 1:23.4 s   | 7      |
| 4   | John Love        | John Love Motors       | Cooper-Climax  | 49 krogov    | 2      |
| 5   | Jo Siffert       | Rob Walker Racing Team | Brabham-BRM    | 49 krogov    | 8      |
| 6   | Innes Ireland    | Reg Parnell (Racing)   | Lotus-BRM      | 49 krogov    | 5      |
| 7   | Sam Tingle       | Sam Tingle             | LDS-Climax     | 49 krogov    | 9      |
| 8   | Doug Serrurier   | Doug Serrurier         | LDS-Climax     | 47 krogov    | 10     |
| 9   | Clive Puzey      | Clive Puzey Motors     | Lotus-Climax   | 46 krogov    | 11     |
| 10  | Tony Jefferies   | John Love Motors       | Cooper-Climax  | 46 krogov    | 15     |
| 11  | Jack Holme       | Jack Holme             | LDS-Ford       | 42 krogov    | 14     |
| Ods | Bob Anderson     | DW Racing Enterprises  | Brabham-Climax | Pritisk olja | 4      |
| Ods | Brausch Niemann  | Ted Lanfear            | Lotus-Ford     |              | 13     |
| Ods | Jo Bonnier       | Rob Walker Racing Team | Lotus-Climax   | Hladilnik    | 6      |
| Ods | Jackie Pretorius | Scuderia Scribante     | Lotus-Climax   | Pregrevanje  | 12     |
| Ods | David Prophet    | David Prophet (Racing) | Lotus-Maserati |              | 16     |
| DNS | Dave Charlton    | Ecurie Tomahawk        | Lotus-Ford     | Motor        | -      |
| DNS | David Hume       | Team Valencia          | LDS-Climax     |              | -      |
| WD  | Mike Spence      | Scuderia Scribante     | Lotus-Climax   |              | -      |

- Najboljši štartni položaj: Jack Brabham - 1:30.8
- Najhitrejši krog: Jack Brabham - 1:31.5